# Evangelický kostel (Hlučín)
Evangelický kostel je jedním ze tří památkově chráněných kostelů v Hlučíně. Stojí na pozemku p.č. 184, poblíž autobusového nádraží, ulice Opavská č. 1860 a je kulturní památkou ev. č. 10621/8-3899.
Byl postaven z podnětu hlučínských evangelíků, kteří chtěli mít vlastní kostel, ve kterém by evangelický jáhen z Ratiboře měl alespoň jednou měsíčně bohoslužby. 3. června 1862 byl položen základní kámen a stavba, kterou vedl Vilém Wetekamp, ředitel Rothschildových statků v Benešově, byla ve velmi krátké době dokončena.
Jedná se o hodnotnou, pseudoslohovou stavbu z režného zdiva, vyzdviženou z půdorysu řeckého kříže. V křížení střech je umístěna polygonální věžička zakončená jehlanem. Čtyři štítové stěny mají stejnou výzdobu a členěním jsou prolomeny trojicí oken s půlkruhovými záklenky, rámovány šambránou. Střední okno je vyšší. Vstupní dveře jsou dvoukřídlé výplňové se světlíkem zdobeným kružbou. Kostel má dřevěný strop, malý kůr, kazatelnici, dvojitý mosazný lustr o průměru 1,15 m s vytepanými kalichy. Uvnitř je kostel vydlážděn, a to u oltáře červenými dlaždicemi, v lodi kostela břidlicí. Okna jsou z barevného skla zasazeného do olova. Kolem kostela byl hřbitov, který byl uzavřen bránou a zdí. Brána a zeď byla zbořena a hřbitov zrušen v roce 1965.